# گنجی مونوگاتاری (اپرا)
گنجی مونوگاتاری (انگلیسی: Genji monogatari) یک اپرا ساخته آهنگساز ژاپنی مینورو میکی، با لیبرتو اثر کالین گراهام، بر اساس شاهکار همنام اوایل قرن یازدهم داستان گنجی در ادبیات ژاپن و اثر موراساکی شیکیبو است. این اپرا در سال ۱۹۹۹ ساخته شد و در ژوئن ۲۰۰۰ در تئاتر اپرا سنت لوئیس (OTSL) در ایالات متحده آمریکا با گراهام کارگردانی تولید شد. بازیگران تولید OTSL در اولین نمایش ژاپنی اپرا در ۲۰ سپتامبر ۲۰۰۱ شرکت کردند.